# Kunzea ambigua
Kunzea ambigua là một loài thực vật có hoa trong Họ Đào kim nương. Loài này được (Sm.) Druce mô tả khoa học đầu tiên năm 1917.

## Hình ảnh

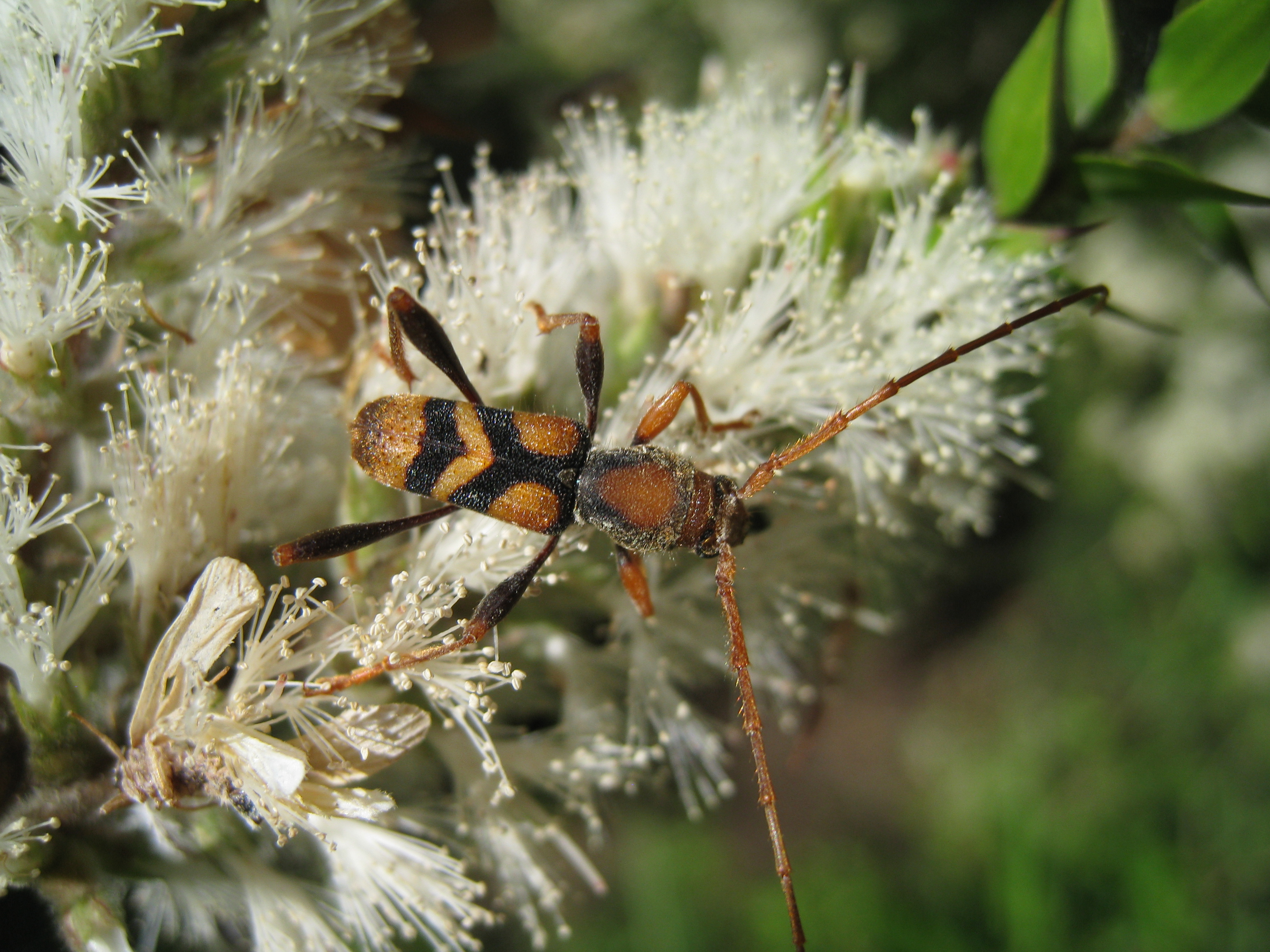
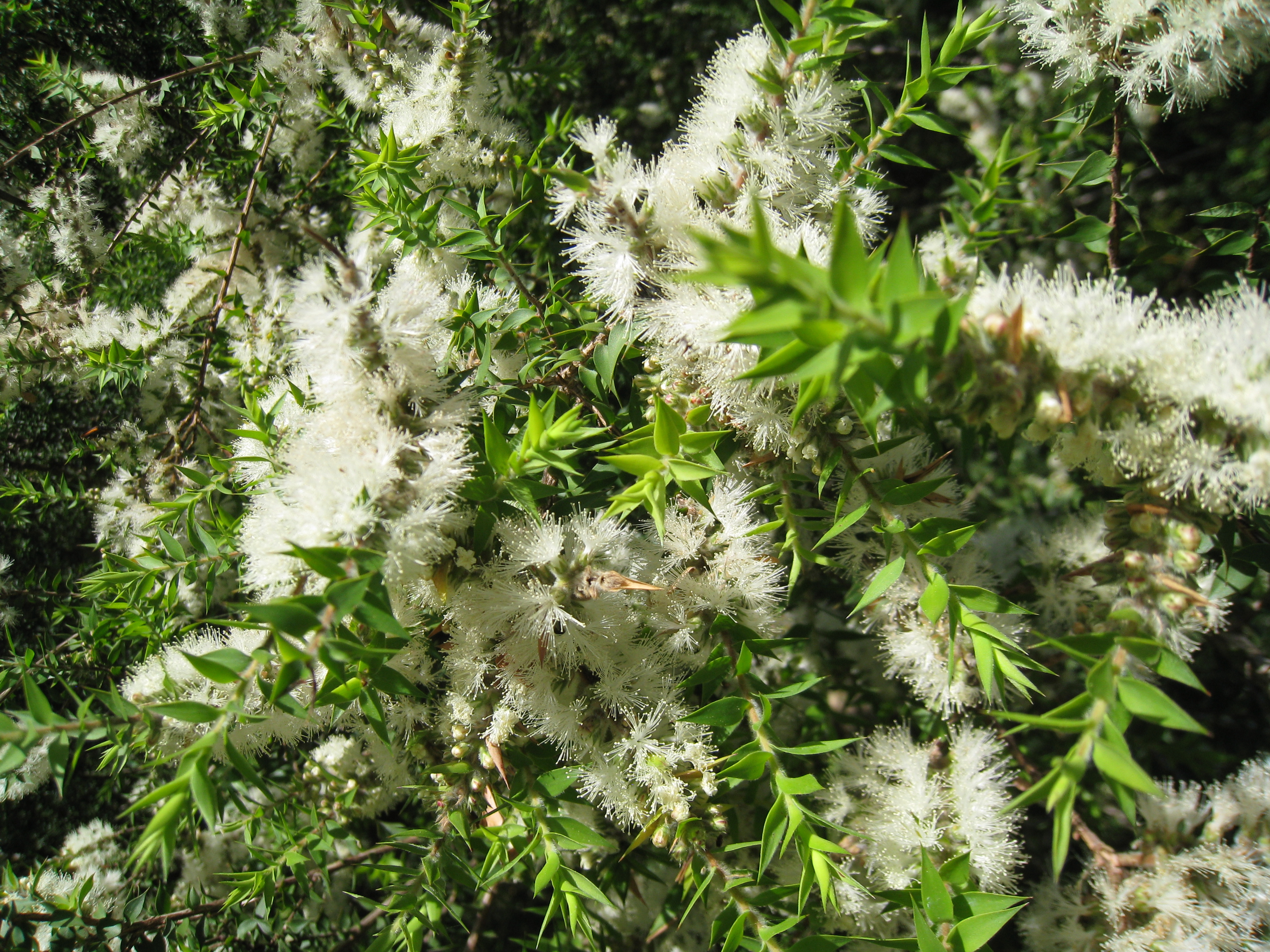
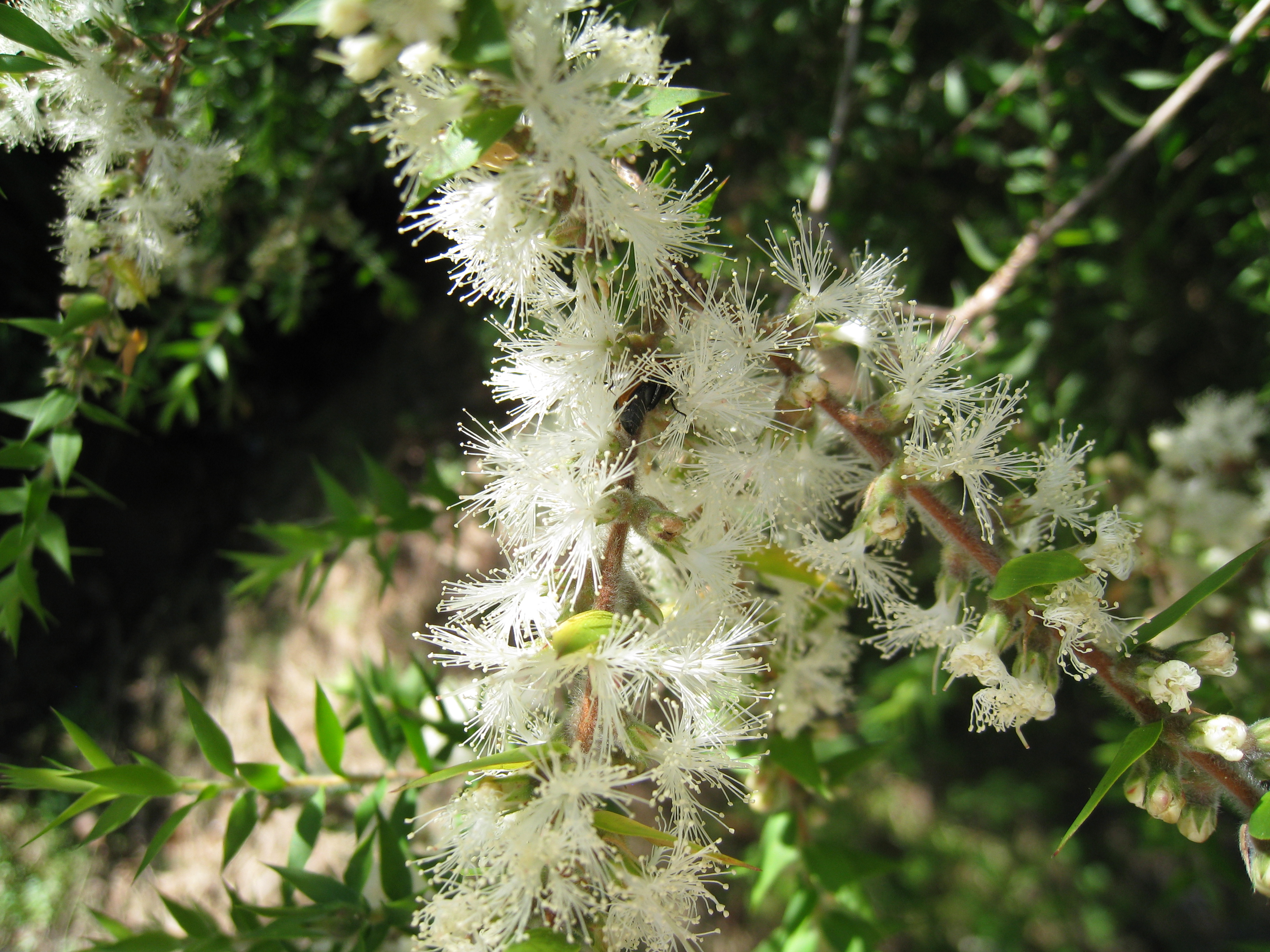
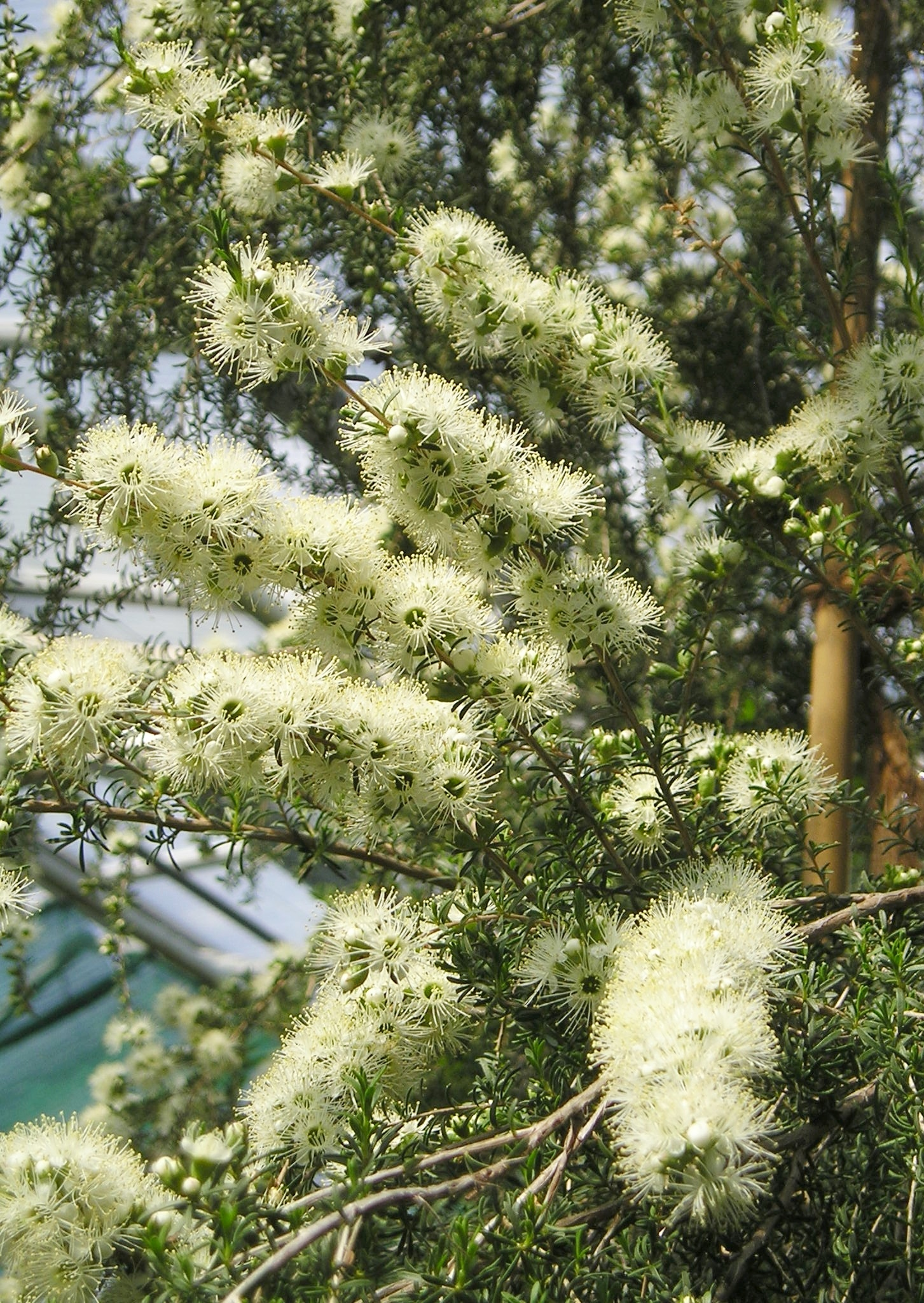